# Jasna Tošković
Jasna Tošković (Titogrado, 16 de março de 1989) é uma handebolista profissional montenegrina, medalhista olímpica.
Jasna Tošković fez parte do elenco da medalha de prata inédita da equipe montenegrina, em Londres 2012.